# Prova d'amore
Prova d'amore (Chassé croisé amoureux) è un film del 2006 diretto da Gérard Cuq.

## Trama
Elsa e Sabine sono due amiche che si conoscono da molti anni, senza partner. Un giorno Sabine conosce Thierry e se ne innamora, tuttavia sia lei che Elsa sono molto timorose nei confronti degli uomini avendo subito in precedenza diverse delusioni d'amore. Pertanto le due amiche lo sottopongono a una prova per scoprire quanto possa essere serio e sincero l'amore nei confronti di Sabine. Elsa, fingendosi la cugina di Sabine, va a Parigi con l'intenzione di sedurre Thierry. In realtà conoscerà il fratellastro di Thierry, Francois che si finge Thierry e innamorandosene.
Thierry per poter sposare Sabine parte alla volta della Tunisia per divorziare dalla moglie con cui non si è più visto.
Elsa scoprirà la vera identità dell'uomo che ama perché la catena di hotel per cui lei lavora ha scelto il suo progetto per rinnovare l'arredamento di tutti i suoi hotels.
Dopo vari malintesi tutto si sistemerà.

## Messa in onda
Il film è andato in onda prima nella Svizzera francese il 28 novembre 2006 e successivamente in Francia il 10 gennaio 2007 sul canale TF1.
Su La5 sabato 25 agosto 2012